# 平田俊子
平田 俊子（ひらた としこ、1955年6月30日 - ）は、日本の詩人、小説家、劇作家。ブラックユーモアを多用した乾いた作風。

## 経歴
島根県隠岐島生まれ。父親が海上保安官であったことから、鳥取県境港市、福岡県北九州市、山口県徳山市などを転々とした。山口県立徳山高等学校、立命館大学文学部日本文学科卒業。大阪文学学校に学ぶ。1982年、「鼻茸」で第1回現代詩新人賞受賞。1998年、『ターミナル』で第39回晩翠賞受賞。1999年、「詩のボクシング　第3回世界ライト級王座決定戦」で白石かずこを破り第3代チャンピオン。2000年、舞台芸術創作奨励賞（現代演劇部門）。2001年、「甘い傷」で第45回岸田國士戯曲賞候補。2004年、『詩七日』で第12回萩原朔太郎賞受賞。2005年、『二人乗り』で第27回野間文芸新人賞受賞。2012年、立教大学文学部特任教授に就任。2015年、長田弘の後を受け、読売新聞「こどもの詩」担当者に就任。2016年、『戯れ言の自由』で第26回紫式部文学賞受賞。バスファンであり、バスについてのエッセイも執筆した。

## 作品リスト

### 詩集
- 『ラッキョウの恩返し』（1984年、思潮社 叢書・女性詩の現在）
- 『アトランティスは水くさい!』（1987年、書肆山田）
- 『夜ごとふとる女』（1991年、思潮社）
- 『（お）もろい夫婦』（1993年、思潮社）
- 『ターミナル』（1997年、思潮社）
- 『平田俊子詩集』現代詩文庫（1999年、思潮社）
- 『手紙、のち雨』（2000年、思潮社）
- 『詩七日』（2004年、思潮社）
- 『宝物』（2007年、書肆山田）
- 『戯れ言の自由』（2015年、思潮社）

### 小説
- 『ピアノ・サンド』2003年、講談社　のち文庫
  - ピアノ・サンド（『群像』2001年4月号）
  - ブラック・ジャム（『群像』2001年10月号）
  - 方南町の空―かなり長めの「あとがき」
- 『二人乗り』（2005年、講談社）
  - 嵐子さんの岩（『群像』2003年8月号）
  - 二人乗り（『群像』2004年6月号）
  - エジソンの灯台（『群像』2005年3月号）
- 『さよなら、日だまり』（2007年、集英社）
  - 初出:『すばる』2007年4月号
- 『殴られた話』講談社 2008
  - 殴られた話（『群像』2005年12月号）
  - キャミ（『群像』2007年1月号）
  - 亀と学問のブルース（『群像』2007年11月号、雑誌掲載時「嘘つきペニス」）
- 『私の赤くて柔らかな部分』角川書店 2009
- 『スロープ』講談社、2010

### 戯曲集
- 『開運ラジオ』（2000年、毎日新聞社）
  - （甘い傷、開運ラジオ）

### 随筆
- 『ふむふむ芸能人図鑑』横川功イラスト、1996年、花書院）
- 『きのうの雫』（2001年、平凡社）
- 『スバらしきバス』（2013年、幻戯書房）
- 『低反発枕草子』（2016年、幻戯書房）

### 編著
- 『詩、ってなに？』（2016年、小学館）

### 共著
- 『日本語を生きる（21世紀文学の創造 別巻）』谷川俊太郎,高橋源一郎共著　岩波書店　2003